# 斯蒂爾沃特 (紐約州村)
斯蒂爾沃特（英語：Stillwater）是位於美國紐約州薩拉托加縣的村。

## 人口
根據2020年美國人口普查的數據，斯蒂爾沃特的面積為3.79平方千米，當中陸地面積為3.26平方千米，而水域面積為0.53平方千米。當地共有人口1754人，而人口密度為每平方千米463人。